# Pete McArdle
Pete McArdle (eigentlich Peter Joseph McArdle; * 22. März 1929 in Dundalk; † 24. Juni 1985 in New York City) war ein US-amerikanischer Langstreckenläufer irischer Herkunft.
1956 zog er in die Vereinigten Staaten, und 1962 wurde er US-Bürger.
Im selben Jahr gewann er den Western Hemisphere Marathon. Bei den Panamerikanischen Spielen 1963 in São Paulo siegte er über 10.000 m und holte Bronze im Marathon.
1964 qualifizierte er sich durch einen weiteren Sieg beim Western Hemisphere Marathon für die Olympischen Spiele in Tokio, bei denen er auf den 23. Platz kam.
Je zweimal wurde er US-Meister über sechs Meilen bzw. 10.000 m (1963, 1964) und im 15-km-Straßenlauf (1958, 1962), je dreimal im 25-km- (1960, 1961, 1963) und im 30-km-Straßenlauf (1960–1962) und je einmal im 20-km-Straßenlauf (1961) und im Crosslauf (1962).

## Persönliche Bestzeiten
- 10.000 m: 29:03,4 min, 3. Mai 1964, Yonkers
- Marathon: 2:26:25 h, 21. Oktober 1964, Tokio